# Киевский медицинский институт (1920—1992)
Киевский медицинский институт — высшее медицинское учебное заведение, которое существовало в 1920—1992 годах в Киеве. Медицинский институт был создан властями УССР на базе медицинского факультета Киевского университета и Женского медицинского института в 1920 году с целью улучшения подготовки врачей.
С 1992 года — Национальный медицинский университет имени А. А. Богомольца.

## История

### Предпосылки создания
В 1917—1919 годах в Киеве существовало три высших медицинских учреждения, готовивших врачей. Кроме Медицинского факультета Университета святого Владимира, который существовал с 1841 года, в августе 1918 года гетманом Павлом Скоропадским был создан медицинский факультет Киевского украинского государственного университета, где обучение происходило на украинском языке. В 1915 году на основе медицинского отделения Высших женских курсов был создан Киевский женский медицинский институт. В связи с объединением в июле 1919 года Университета святого Владимира и Украинского государственного университета, были объединены и оба медицинских факультета, но сохранено параллельно наличие двух лектур: украинской и русской.

### Ранние годы

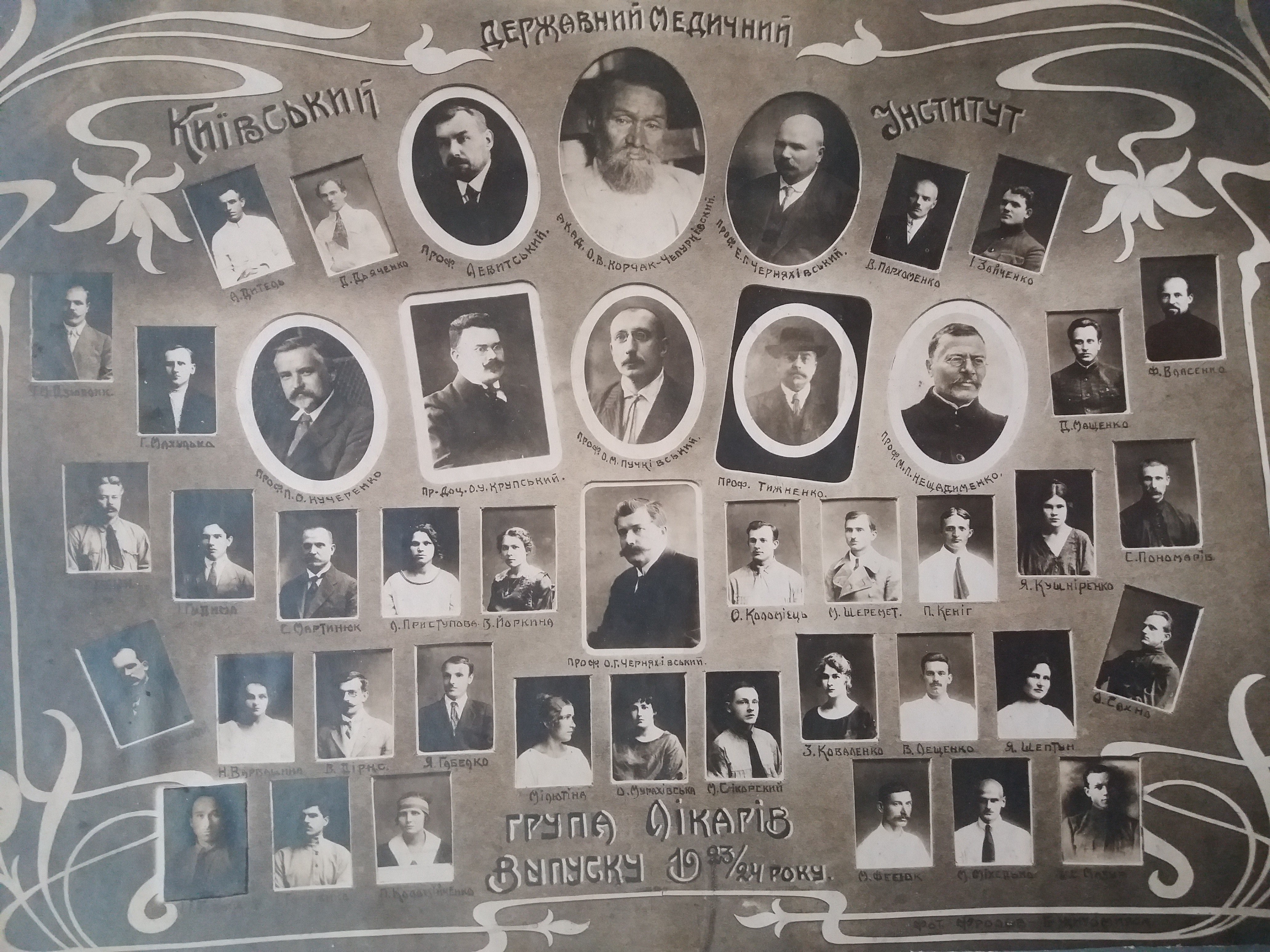
Одна из групп Киевского медицинского института выпуска 1924 года. Среди преподавателей Авксентий Корчак-Чепурковский, Павел Кучеренко, Александр Черняховский, Александр Пучковский, Александр Крупский, Александр Тижненко, Евгений Черняховский, Михаил Левитский, Марк Нещадименко.

В марте 1920 года вышел приказ Управления высшей школы Киева об объединении Медицинского факультета Киевского университета (обоих лектур) с Женским медицинским институтом в «Институт охраны здоровья», который был окончательно создан в июле-августе 1920 года. В октябре того же года к вновь созданному институту было присоединён (в статусе факультета) одонтологический институт, а уже в январе 1921 года учреждение переименовали в «Киевскую государственную медицинскую академию». В декабре академию снова переименовали в «Киевский медицинский институт».

### Довоенный период
В 1936 году по ходатайству профессоров Киевского государственного медицинского института ему было присвоено имя первого секретаря ЦК КП(б)У С. В. Косиора. Однако после освобождения и ареста Косиора в мае 1938 года медицинский институт потерял его имя.
В 1936—1941 годах в Киеве параллельно существовал 2-й Киевский государственный медицинский институт, преобразованный из Киевского производственно-медицинского института, организованного в 1931 году на базе Первой киевской рабочей больницы. Во время Великой Отечественной войны оба института были эвакуированы в Челябинск и объединены. После войны значительная часть коллектива 2-го Киевского государственного медицинского института переехала в Черновцы, где был создан Черновицкий государственный медицинский институт.

### Во время Второй мировой войны
Основной состав профессоров Киевского медицинского института с началом Великой Отечественной войны был эвакуирован в Харьков, а вскоре в Челябинск. Часть преподавателей, впрочем, остались в оккупированном Киеве.

#### Эвакуация
Киевский медицинский институт в июле был эвакуирован в Харьков, где объединён с Вторым киевским медицинским институтом, Винницким, Одесским, Днепропетровским медицинским институтами. Суммарно в объединённом Украинском медицинском институте в сентябре собралось около 1200 студентов. Впрочем, из-за приближения фронта институт эвакуировали дальше, в Челябинск. В октябре там начали обучение всего 242 студента.

#### Немецкая оккупация
19 сентября 1941 года немецкие войска заняли Киев. В начале октября силами ОУН (м) в городе была основана Украинская Национальная Рада под руководством Николая Величковского, которая создала «Общество друзей скорой медицинской помощи», возобновлена деятельность Киевского туберкулёзного института (директор Василий Плющ), Киевского рентгенологического института (директор — А. Бобрецкая), Ортопедического института, 1-й Киевской фельдшерско-акушерской школы, создала Киевский институт клинической хирургии и Украинскую врачебную палату. При этих условиях, несмотря на планы нацистской администрации запретить учреждения высшего образования для украинцев, патологоанатом Борис Кучеренко и хирург Алексей Лазуренко обратились к оккупационной власти с ходатайством об открытии медицинского института, и из-за угрозы распространения эпидемий, немцы согласились на это.
Директором медицинского института стал Лазуренко, его заместителями — Борис Кучеренко и Михаил Венцкивский. В октябре 1941 года начали обучение студенты 4-го и 5-го курса, в январе 1942 года — 2-го и 3-го курса, суммарное число студентов достигло 556. 1 февраля 1942 года начались приемные экзамены на первый курс. Открыт был лечебный, стоматологический и фармацевтический факультеты.
Кафедры восстановленного института возглавили Николай Вашетко (патофизиологии), Даниил Воронцов (физиологии), Алексей Ивакин (нормальной анатомии), Виктор Лисовецкий (патологической анатомии), Григорий Шкавера (фармакологии), Леонид Гиренко (отоларингологии), Сергей Ручковский (эпидемиологии), Анна Марьяшева (микробиологии), Константин Добровольский (гигиены), Александр Тижненко (дерматовенерологии), Михаил Левитский (офтальмологии), Марк Нещадименко (микробиологии), Иван Корхов (госпитальной терапии), Анатолий Зюков (инфекционных болезней, пропедевтики терапии), Алексей Богаевский (рентгенологии). Также в специальных клиниках работали Михаил Венцкивский (акушерство и гинекология), Иван Студзинский (хирургия), Владимир Селецкий (неврология), Борис Падалка (инфекционные болезни), Иван Базилевич (терапия). Среди преподавателей были Фёдор Богатырчук, Сергей Богданович, Владимир Солнцев, Сергей Томилин и др.
Указом Президиума Верховного Совета СССР от 25 декабря 1944 года «в связи с 100-летием со дня образования и за выдающиеся заслуги в области подготовки медицинских кадров» институт награждён орденом Трудового Красного Знамени.